# Puymoyen
Puymoyen est une commune du Sud-Ouest de la France, située dans le département de la Charente (région Nouvelle-Aquitaine).
Elle est située au sud d'Angoulême dont elle fait partie de l'agglomération. En zone résidentielle, ses maisons sont souvent disséminées parmi les chênes. Ses habitants sont les Puymoyenais et les Puymoyenaises.

## Géographie

### Localisation et accès
Le bourg de Puymoyen est situé à 4 km au sud-est de la ville d'Angoulême, 6 km à l'est de La Couronne et 3 km au sud de Soyaux.
La commune est traversée par la route départementale 104, qui va de Saint-Michel à Dirac et dessert le bourg. La rocade est d'Angoulême (D 1000) passe au nord de la commune, la route d'Angoulême à Libourne (D 674) passe à l'ouest, et la route d'Angoulême à Villebois-Lavalette (D 81) passe à l'est.
Puymoyen est aussi desservie par les transports en commun d'Angoulême qui desservent l'agglomération, avec des connexions aux lignes de bus no 8 et 22.

### Hameaux et lieux-dits
La partie occidentale de la commune compose une partie du quartier de Ma Campagne, en limite avec Angoulême, ainsi que la zone économique.
À l'ouest du bourg, on trouve le Petit Rochefort, lotissements dont le cœur est un ancien hameau, ainsi que le Verger. Au nord du bourg, non loin de la route D 81, on trouve les Reclos, les Creusilles et le Petit Peusec.
Enfin, dans la vallée des Eaux Claires, on trouve d'ouest en est Clairgon, le Moulin du Verger, et le Petit Chamoulard au sud.

### Communes limitrophes
|             | Angoulême      |        |
| La Couronne | Puymoyen       | Dirac  |
|             | Vœuil-et-Giget | Torsac |

### Géologie et relief

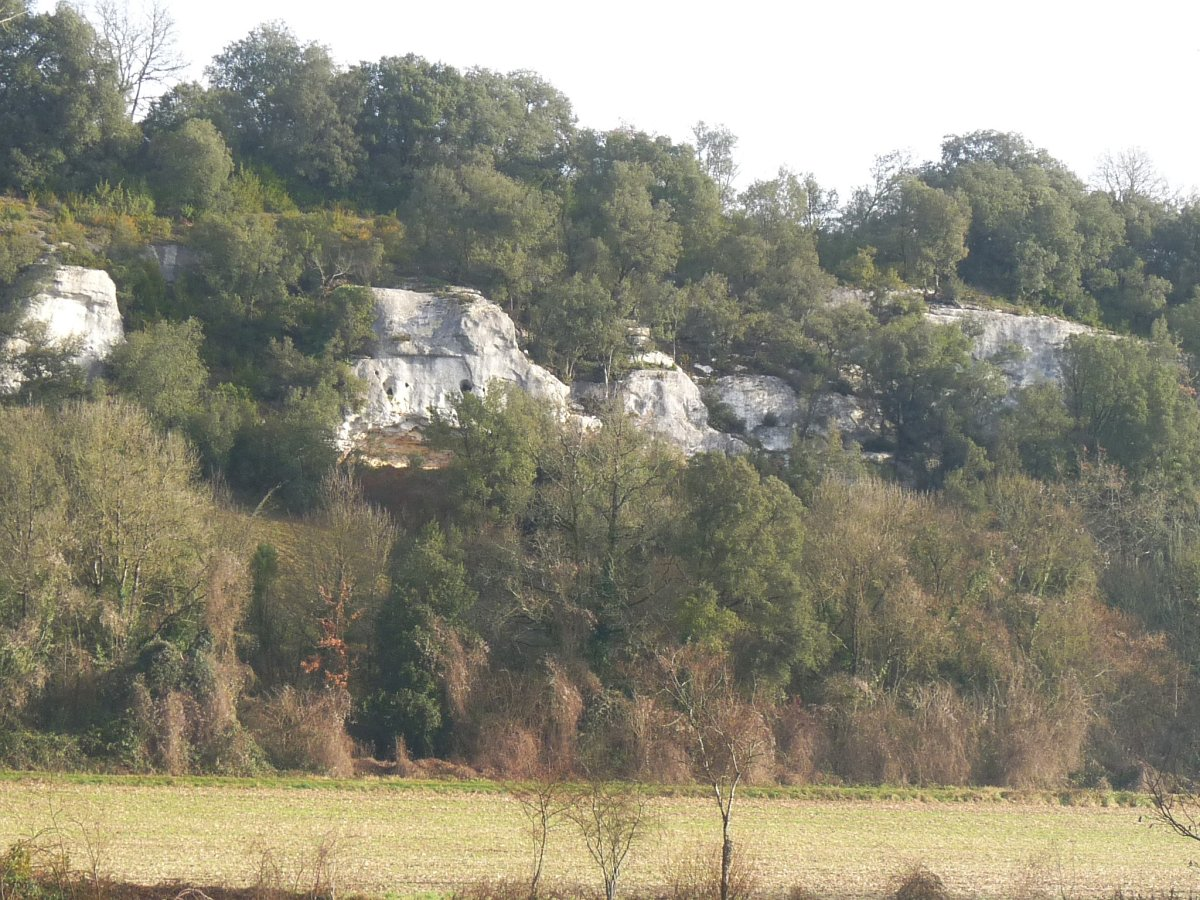
La corniche d'Angoumien supérieur surplombant la vallée des Eaux Claires.

La commune est occupée par des plateaux calcaires datant du Crétacé. On trouve le Turonien (aussi appelé Angoumien) sur une grande moitié ouest, ainsi que dans la vallée des Eaux Claires. Le plateau à l'est du bourg compris, ainsi que le Petit Peusec, est occupé par le Coniacien (calcaire plus graveleux).
L'Angoumien a été exploité par des carrières de pierre de taille souterraines, souvent reconverties en champignonnières ou abandonnées (vallée des Eaux Claires),,.
Le relief de la commune est celui d'un plateau d'une altitude moyenne de 130 m, entaillé par la vallée des Eaux Claires qui passe au sud du bourg, et de la combe de Clairgon à l'ouest. Le point culminant est à une altitude de 149 m, situé au nord-est du bourg. Le point le plus bas est à 51 m, situé le long des Eaux Claires au pont de la route de Libourne. Le bourg est à environ 135 m d'altitude.
La vallée des Eaux Claires est bordée de falaises réputées pour l'escalade.

### Hydrographie

#### Réseau hydrographique

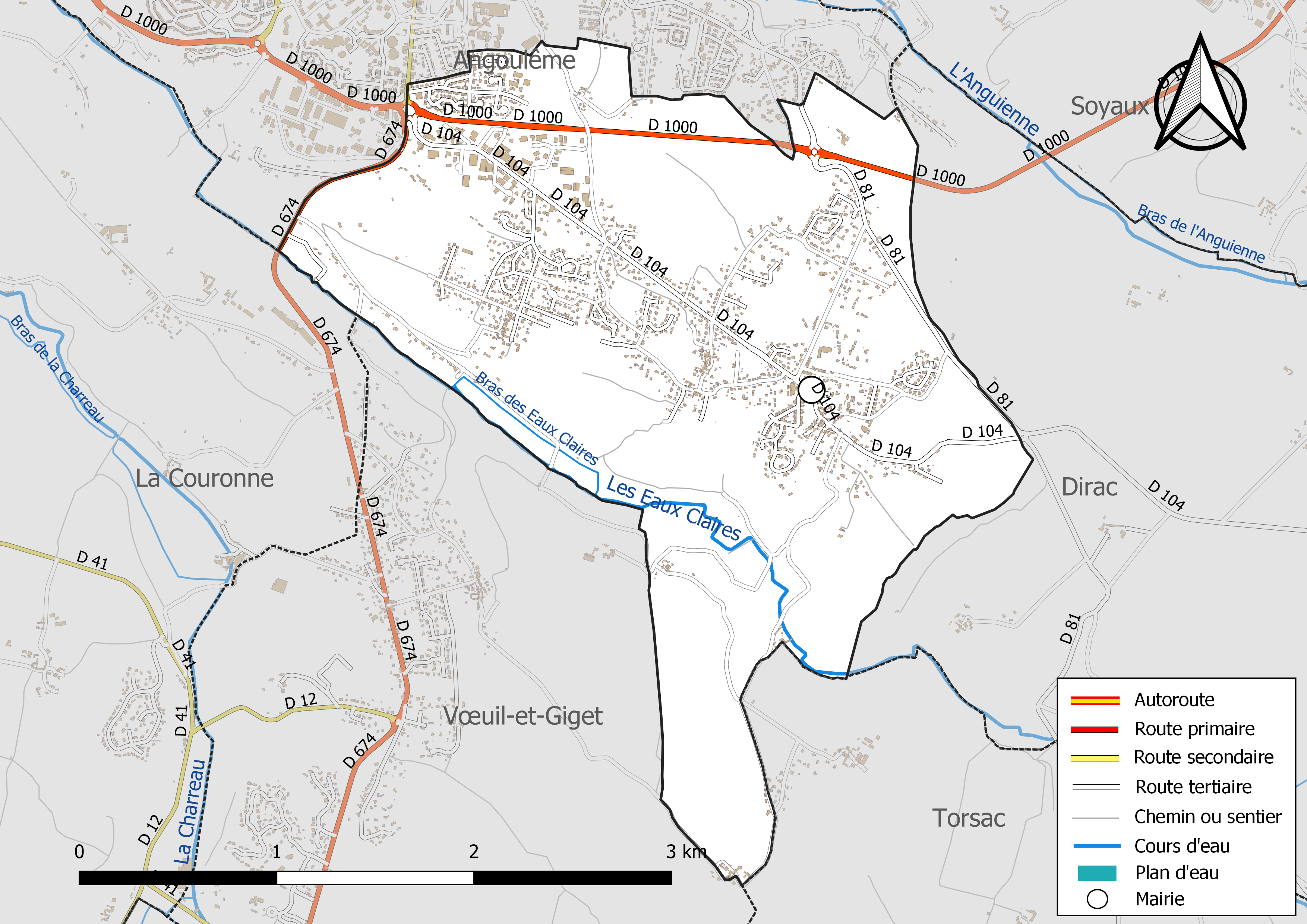
Réseaux hydrographique et routier de Puymoyen.

La commune est située dans le bassin versant de la Charente au sein du Bassin Adour-Garonne. Elle est drainée par les Eaux Claires et, qui constituent un réseau hydrographique de 4 km de longueur totale,.
Les Eaux Claires, ruisseau se jetant dans la Charente à Saint-Michel-d'Entraigues en aval d'Angoulême, traverse la commune.

#### Gestion des eaux
Le territoire communal est couvert par le schéma d'aménagement et de gestion des eaux (SAGE) « Charente ». Ce document de planification, dont le territoire correspond au bassin de la Charente, d'une superficie de 9 300 km2, a été approuvé le 19 novembre 2019. La structure porteuse de l'élaboration et de la mise en œuvre est l'établissement public territorial de bassin Charente. Il définit sur son territoire les objectifs généraux d’utilisation, de mise en valeur et de protection quantitative et qualitative des ressources en eau superficielle et souterraine, en respect des objectifs de qualité définis dans le troisième SDAGE  du Bassin Adour-Garonne qui couvre la période 2022-2027, approuvé le 10 mars 2022.

### Climat
Comme dans les trois-quarts sud et ouest du département, le climat est océanique aquitain et semblable à celui de la ville de Cognac où est située la station météorologique départementale.
| Mois                              | jan. | fév.  | mars  | avril | mai   | juin  | jui.  | août  | sep.  | oct. | nov. | déc. | année   |
| --------------------------------- | ---- | ----- | ----- | ----- | ----- | ----- | ----- | ----- | ----- | ---- | ---- | ---- | ------- |
| Température minimale moyenne (°C) | 2    | 2,8   | 3,8   | 6,2   | 9,4   | 12,4  | 14,4  | 14    | 12,1  | 8,9  | 4,7  | 2,6  | 7,8     |
| Température moyenne (°C)          | 5,4  | 6,7   | 8,5   | 11,1  | 14,4  | 17,8  | 20,2  | 19,7  | 17,6  | 13,7 | 8,6  | 5,9  | 12,5    |
| Température maximale moyenne (°C) | 8,7  | 10,5  | 13,1  | 15,9  | 19,5  | 23,1  | 26,1  | 25,4  | 23,1  | 18,5 | 12,4 | 9,2  | 17,7    |
| Ensoleillement (h)                | 80   | 103,9 | 153,3 | 184,5 | 204,9 | 239,6 | 276,4 | 248,3 | 199,4 | 159  | 96,8 | 78,8 | 2 024,9 |
| Précipitations (mm)               | 80,4 | 67,3  | 65,9  | 68,3  | 71,6  | 46,6  | 45,1  | 50,2  | 59,2  | 68,6 | 79,8 | 80   | 783,6   |

### Végétation
La vallée des Eaux Claires est bordée de chênes verts, et la flore y est pré-méditerranéenne.

## Urbanisme

### Typologie
Au 1er janvier 2024, Puymoyen est catégorisée ceinture urbaine, selon la nouvelle grille communale de densité à 7 niveaux définie par l'Insee en 2022.
Elle appartient à l'unité urbaine d'Angoulême, une agglomération intra-départementale dont elle est une commune de la banlieue,. Par ailleurs la commune fait partie de l'aire d'attraction d'Angoulême, dont elle est une commune de la couronne,. Cette aire, qui regroupe 94 communes, est catégorisée dans les aires de 50 000 à moins de 200 000 habitants,.

### Occupation des sols
L'occupation des sols de la commune, telle qu'elle ressort de la base de données européenne d’occupation biophysique des sols Corine Land Cover (CLC), est marquée par l'importance des territoires agricoles (40,6 % en 2018), en diminution par rapport à 1990 (46,3 %). La répartition détaillée en 2018 est la suivante : 
zones urbanisées (26,9 %), forêts (21,8 %), zones agricoles hétérogènes (16,3 %), prairies (14,1 %), terres arables (10,2 %), zones industrielles ou commerciales et réseaux de communication (6 %), milieux à végétation arbustive et/ou herbacée (4,8 %). L'évolution de l’occupation des sols de la commune et de ses infrastructures peut être observée sur les différentes représentations cartographiques du territoire : la carte de Cassini (XVIIIe siècle), la carte d'état-major (1820-1866) et les cartes ou photos aériennes de l'IGN pour la période actuelle (1950 à aujourd'hui).

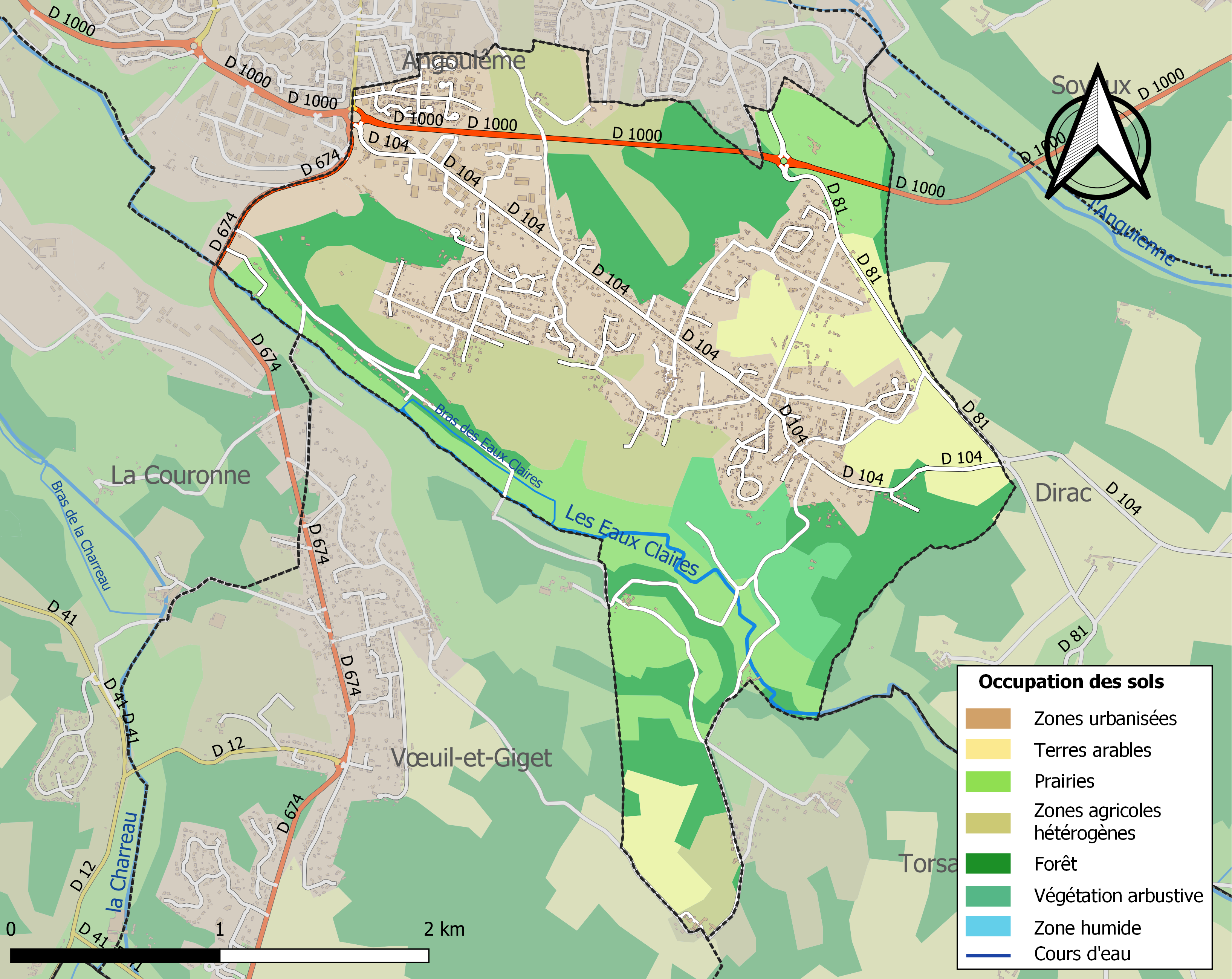
Carte des infrastructures et de l'occupation des sols de la commune en 2018 (CLC).

### Risques majeurs
Le territoire de la commune de Puymoyen est vulnérable à différents aléas naturels : météorologiques (tempête, orage, neige, grand froid, canicule ou sécheresse), mouvements de terrains et séisme (sismicité faible). Il est également exposé à un risque technologique,  le transport de matières dangereuses. Un site publié par le BRGM permet d'évaluer simplement et rapidement les risques d'un bien localisé soit par son adresse soit par le numéro de sa parcelle.

#### Risques naturels

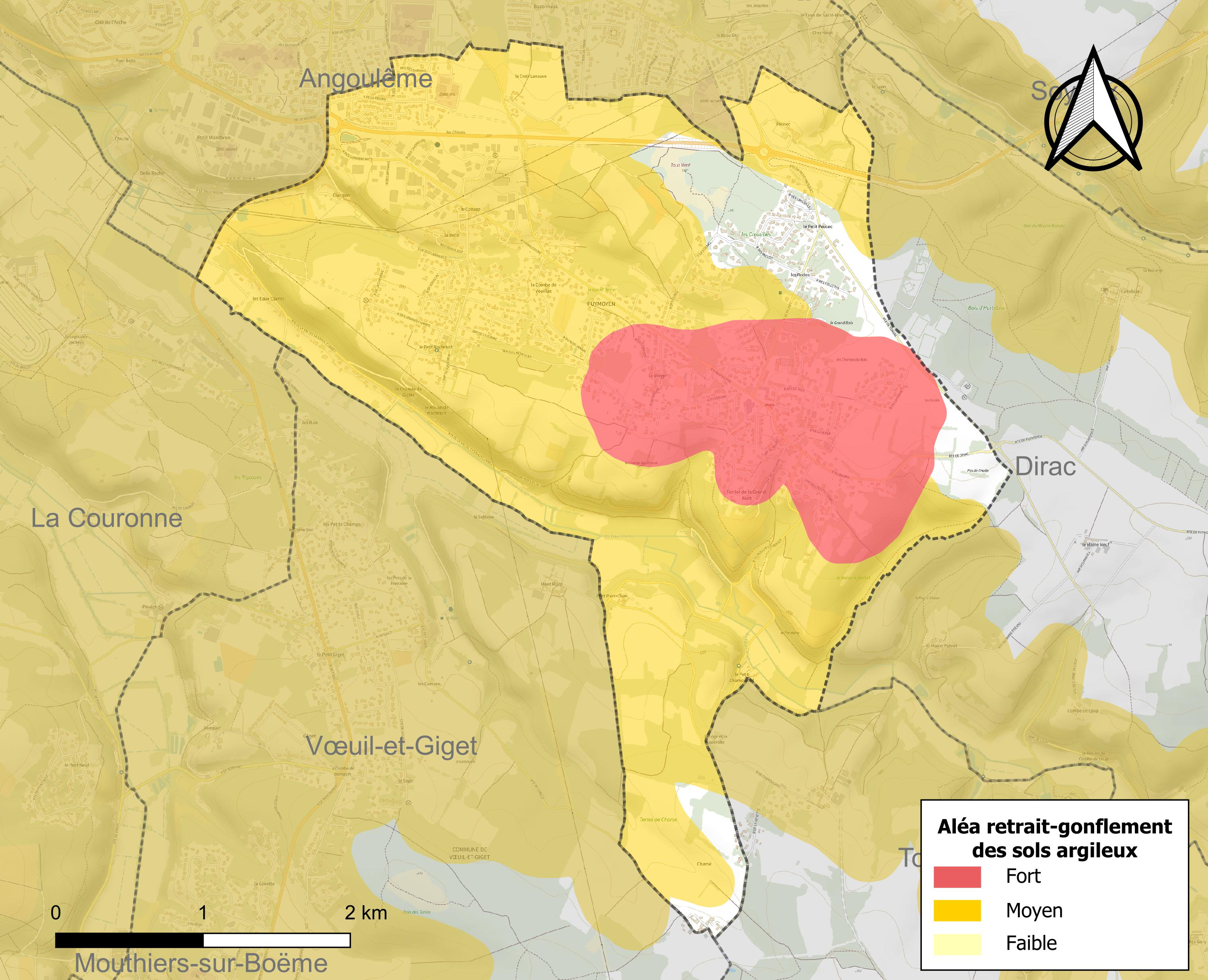
Carte des zones d'aléa retrait-gonflement des sols argileux de Puymoyen.

Les mouvements de terrains susceptibles de se produire sur la commune sont des éboulements, chutes de pierres et de blocs.
Le retrait-gonflement des sols argileux est susceptible d'engendrer des dommages importants aux bâtiments en cas d’alternance de périodes de sécheresse et de pluie. 90,3 % de la superficie communale est en aléa moyen ou fort (67,4 % au niveau départemental et 48,5 % au niveau national). Sur les 1 113 bâtiments dénombrés sur la commune en 2019,  1 010 sont en aléa moyen ou fort, soit 91 %, à comparer aux 81 % au niveau départemental et 54 % au niveau national. Une cartographie de l'exposition du territoire national au retrait gonflement des sols argileux est disponible sur le site du BRGM,.
Par ailleurs, afin de mieux appréhender le risque d’affaissement de terrain, l'inventaire national des cavités souterraines permet de localiser celles situées sur la commune.
La commune a été reconnue en état de catastrophe naturelle au titre des dommages causés par les inondations et coulées de boue survenues en 1982, 1983, 1988, 1999 et 2013. Concernant les mouvements de terrains, la commune a été reconnue en état de catastrophe naturelle au titre des dommages causés par la sécheresse en 1990, 1992, 2003, 2005 et 2011 et par des mouvements de terrain en 1999.

#### Risques technologiques
Le risque de transport de matières dangereuses sur la commune est lié à sa traversée par une ou des infrastructures routières ou ferroviaires importantes ou la présence d'une canalisation de transport d'hydrocarbures. Un accident se produisant sur de telles infrastructures est susceptible d’avoir des effets graves sur les biens, les personnes ou l'environnement, selon la nature du matériau transporté. Des dispositions d’urbanisme peuvent être préconisées en conséquence.

## Toponymie
Les formes anciennes sont Poimea en 1147, Podiomea avant 1160, Podio Medio au XIIIe siècle.
L'origine du nom de Puymoyen est issue du latin podium medianum, « le sommet du milieu », le sommet d'entre vaux : Puymoyen est en hauteur entre les vallées de l'Anguienne et des Eaux-claires, ou un sommet au midi par rapport à Angoulême,.

## Histoire

### Préhistoire
Un gisement du Moustérien existe au Petit-Puymoyen, et un os temporal apparenté à un homme de Néandertal a été trouvé.

### Ancien Régime
La vallée des Eaux Claires a vu se développer une activité papetière artisanale et industrielle. On peut citer le moulin du Verger dès le XVIe siècle, la papeterie du Petit Chamoulard qui a exercé son activité entre 1670 et le début du XXe siècle, et le moulin du Petit Rochefort qui a été une usine de pâte à papier puis cartonnerie pour les papeteries Laroche-Joubert à Nersac et qui a exercé entre le XIXe siècle et 1985.
Le château du Diable occupait un château plus ancien qui avait été occupé puis détruit lors de la guerre de Cent Ans par les Anglais. Le château actuel fut construit au tout début du XVIe siècle et possédé alors par Pierre de Montjean, seigneur du Petit Rochefort.

### Temps modernes
Au début du XXe siècle, la commune était encore très rurale. Le phylloxéra avait détruit des nombreuses vignes qui produisait un bon vin, et le vignoble n'a pas été reconstitué. Les vallées favorisaient l'élevage de vaches, et le lait était vendu sur les marchés, en particulier celui d'Angoulême.
Des carrières de pierre de taille (appelée « pierre dure » au XIXe siècle) étaient exploitées à Pierre Dure. Elles seront transformées en champignonnières plus tard dans le XXe siècle.
Au milieu du XIXe siècle, un bloc de rochers s'effondra dans la vallée des Eaux Claires, et on put en retirer suffisamment de matériaux pour la construction de l'école et de la mairie.
Au logis de Charsé, au XIXe siècle, une école d'agriculture pour jeunes délinquants avait été fondée par l'abbé Blancheton, mais elle a été abandonnée au début du siècle suivant.
Le quartier de Ma Campagne (Chaumes de Crage) et les grottes de Saint-Marc, le long de l'Anguienne, appartenaient alors à la commune de Puymoyen. Ma Campagne, échelonné le long de la route de Montmoreau, comprenait le tiers de la population communale. L'endroit était bien connu des habitants d'Angoulême, qui s'y rendaient souvent en promenade le dimanche.

## Politique et administration

### Liste des maires

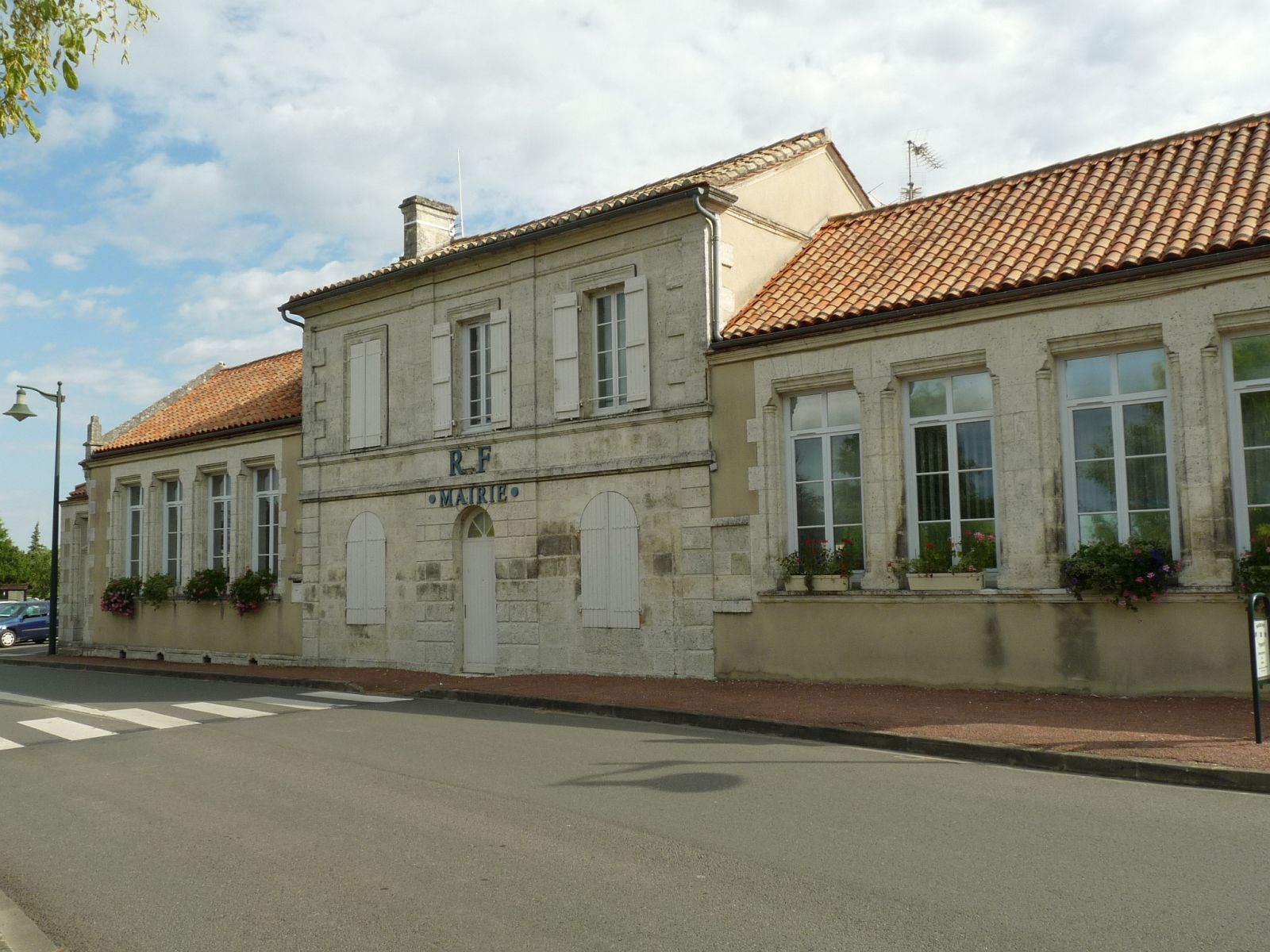
Mairie de Puymoyen.

| Période                                  | Période  | Identité           | Étiquette | Qualité |
| ---------------------------------------- | -------- | ------------------ | --------- | --- |
| Les données manquantes sont à compléter. |          |                    |           | |
| 1965                                     | 1971     | Claude Chauveau    |           | |
| 1971                                     | 1983     | Jean Gabaud        |           | |
| 1983                                     | 1989     | Georges Piveteau   |           | Adjoint au maire (1971 → 1983), maire honoraire                                                                 |
| 1989                                     | 1995     | Solange Coutenceau |           | Maire honoraire                                                                                                 |
| 1995                                     | 2008     | Lionel Méroni      | DVD       | Adjoint au maire (1989 → 1995), maire honoraire                                                                 |
| 2008                                     | 2014     | Jean-Pierre Grand  | DVG       | Cadre de banque retraité                                                                                        |
| 2014                                     | En cours | Gérard Bruneteau   | DVG       | Retraité de France-Télécom Conseiller départemental de La Couronne (2016 → 2021) Réélu pour le mandat 2020-2026 |

## Démographie

### Évolution démographique
L'évolution du nombre d'habitants est connue à travers les recensements de la population effectués dans la commune depuis 1793. Pour les communes de moins de 10 000 habitants, une enquête de recensement portant sur toute la population est réalisée tous les cinq ans, les populations de référence des années intermédiaires étant quant à elles estimées par interpolation ou extrapolation. Pour la commune, le premier recensement exhaustif entrant dans le cadre du nouveau dispositif a été réalisé en 2006.

En 2022, la commune comptait 2 394 habitants, en évolution de +0,25 % par rapport à 2016 (Charente : −0,48 %, France hors Mayotte : +2,11 %).
| 1793 | 1800 | 1806 | 1821 | 1831 | 1841 | 1846 | 1851 | 1856 |
| ---- | ---- | ---- | ---- | ---- | ---- | ---- | ---- | ---- |
| 316  | 315  | 302  | 337  | 421  | 407  | 483  | 496  | 511  |

| 1861 | 1866 | 1872 | 1876 | 1881 | 1886 | 1891 | 1896 | 1901 |
| ---- | ---- | ---- | ---- | ---- | ---- | ---- | ---- | ---- |
| 526  | 532  | 519  | 560  | 519  | 679  | 705  | 705  | 685  |

| 1906 | 1911 | 1921 | 1926 | 1931 | 1936 | 1946 | 1954 | 1962 |
| ---- | ---- | ---- | ---- | ---- | ---- | ---- | ---- | ---- |
| 658  | 687  | 753  | 750  | 743  | 799  | 272  | 316  | 314  |

| 1968 | 1975 | 1982  | 1990  | 1999  | 2006  | 2011  | 2016  | 2021  |
| ---- | ---- | ----- | ----- | ----- | ----- | ----- | ----- | ----- |
| 436  | 841  | 1 573 | 2 258 | 2 305 | 2 413 | 2 444 | 2 388 | 2 388 |

| 2022  | - | - | - | - | - | - | - | - |
| ----- | - | - | - | - | - | - | - | - |
| 2 394 | - | - | - | - | - | - | - | - |

### Pyramide des âges
La population de la commune est relativement âgée.
En 2018, le taux de personnes d'un âge inférieur à 30 ans s'élève à 22,7 %, soit en dessous de la moyenne départementale (30,2 %). À l'inverse, le taux de personnes d'âge supérieur à 60 ans est de 39,8 % la même année, alors qu'il est de 32,3 % au niveau départemental.
En 2018, la commune comptait 1 157 hommes pour 1 224 femmes, soit un taux de 51,41 % de femmes, légèrement inférieur au taux départemental (51,59 %).
Les pyramides des âges de la commune et du département s'établissent comme suit.
| Hommes | Classe d’âge | Femmes |
| ------ | ------------ | ------ |
| 0,2    | 90 ou +      | 0,8    |
| 10,5   | 75-89 ans    | 9,5    |
| 28,8   | 60-74 ans    | 30,1   |
| 23,0   | 45-59 ans    | 25,7   |
| 13,6   | 30-44 ans    | 12,5   |
| 10,3   | 15-29 ans    | 9,4    |
| 13,6   | 0-14 ans     | 12,2   |

| Hommes | Classe d’âge | Femmes |
| ------ | ------------ | ------ |
| 1      | 90 ou +      | 2,7    |
| 9,2    | 75-89 ans    | 12     |
| 20,6   | 60-74 ans    | 21,3   |
| 20,7   | 45-59 ans    | 20,3   |
| 16,8   | 30-44 ans    | 16     |
| 15,6   | 15-29 ans    | 13,4   |
| 16,1   | 0-14 ans     | 14,3   |

### Remarques
Une partie de la commune, les Chaumes de Crage, a été rattachée à la commune d'Angoulême en 1945 pour former le quartier de Ma Campagne.

## Économie
Une zone d'emploi se trouve à la limite d'Angoulême, près du quartier de Ma Campagne.

## Équipements, services et vie locale

### Enseignement
Puymoyen possède une école maternelle comprenant deux classes et une école élémentaire publique comprenant cinq classes. 
Le secteur du collège est Angoulême (Pierre-Bodet, à Ma Campagne). Les lycées sont aussi à Angoulême.

### Sports et activités
- Badminton : Association sportive des Eaux Claires.
- Basket-ball : Basket Club Puymoyen
- Courses nature :  Association sportive des Eaux Claires.
- Cyclisme : Cyclo club de Puymoyen.
- Danse de salon : Foyer d'animation.
- Football : L'amicale sportive Puymoyen et Footloisirs.
- Pétanque : Amicale pétanque Puymoyen.
- Tennis : Tennis club de Puymoyen.
- Tennis de Table : Tennis de table puymoyennais.
- Volley : Puymoyen volley.

Par ailleurs, le siège de la Ligue de football Nouvelle-Aquitaine est domicilié dans la commune.

### Associations et vie sociale
- Maison de la petite enfance
- Centre de loisirs de Clairgon, de la ville d'Angoulême
- Club des aînés

## Jumelages
La commune de Puymoyen est jumelée avec une commune du Val-d’Oise :
- Genainville (France).

## Lieux et monuments

### Patrimoine religieux

#### Église Saint-Vincent
L'église paroissiale Saint-Vincent est romane et date du XIIe siècle, à coupoles.
Elle est inscrite monument historique depuis 1969.
L'église comporte des fonts baptismaux du XIIIe siècle, classés monument historique à titre objet depuis 1911, ainsi qu'une cloche en bronze de 70 kg datant de 1676, classée elle aussi. Il y a aussi une statue de la Vierge à l'enfant datant du XIVe siècle, assez mutilée, inscrite monument historique depuis 2004.
Un fragment de statue a aussi été donné en 1917 au musée archéologique d'Angoulême.

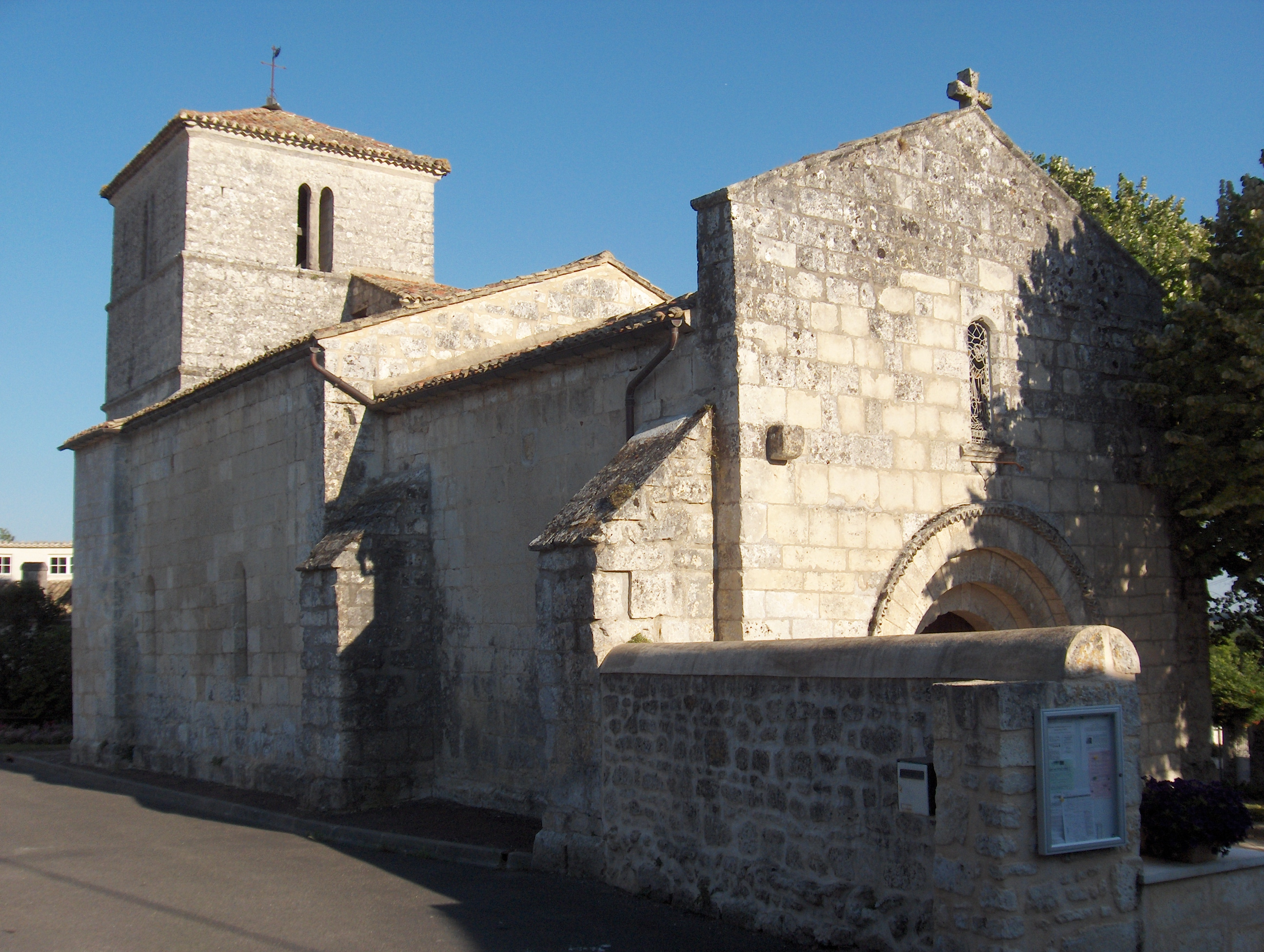
Vue d'ensemble
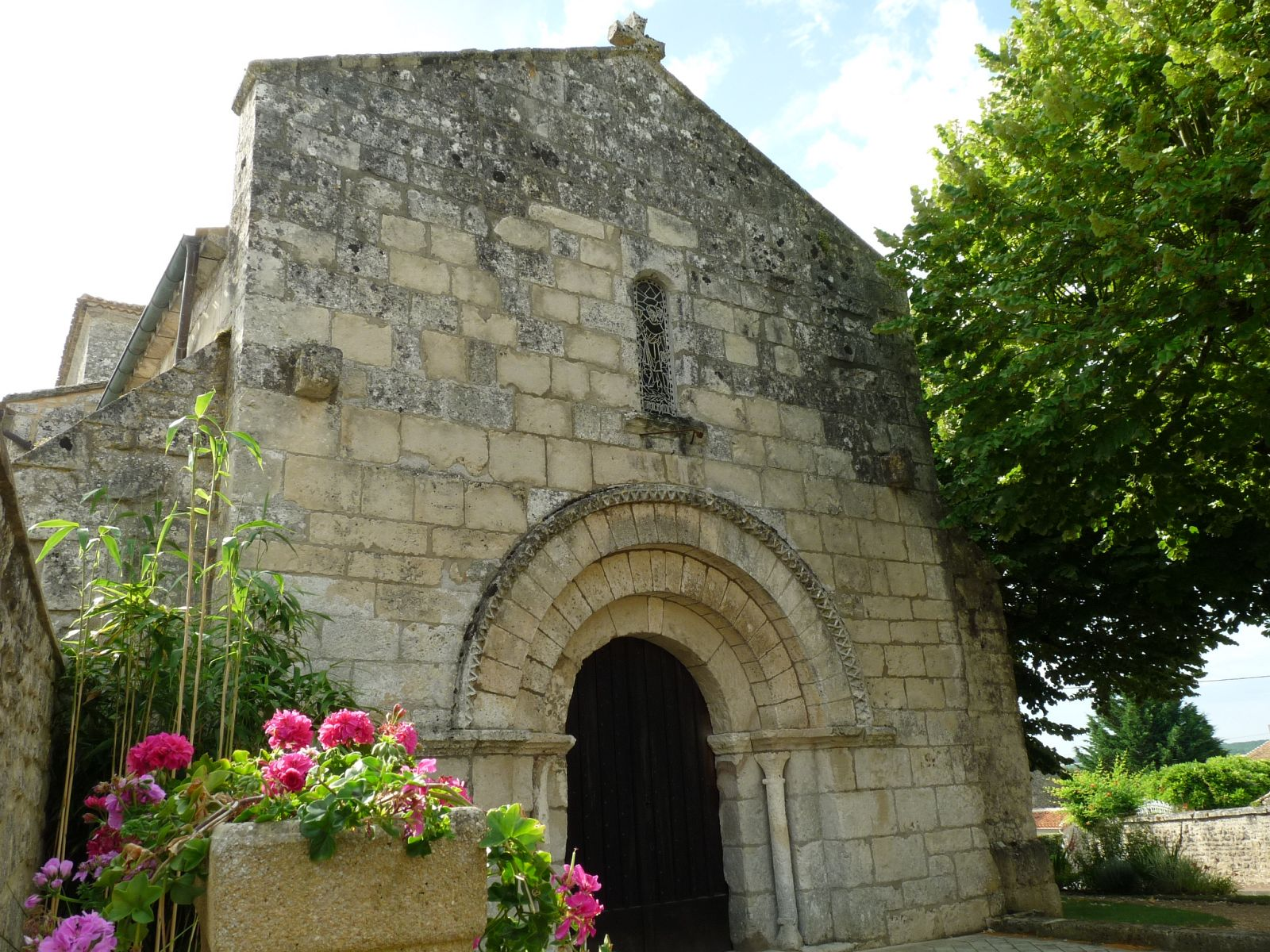
La façade.
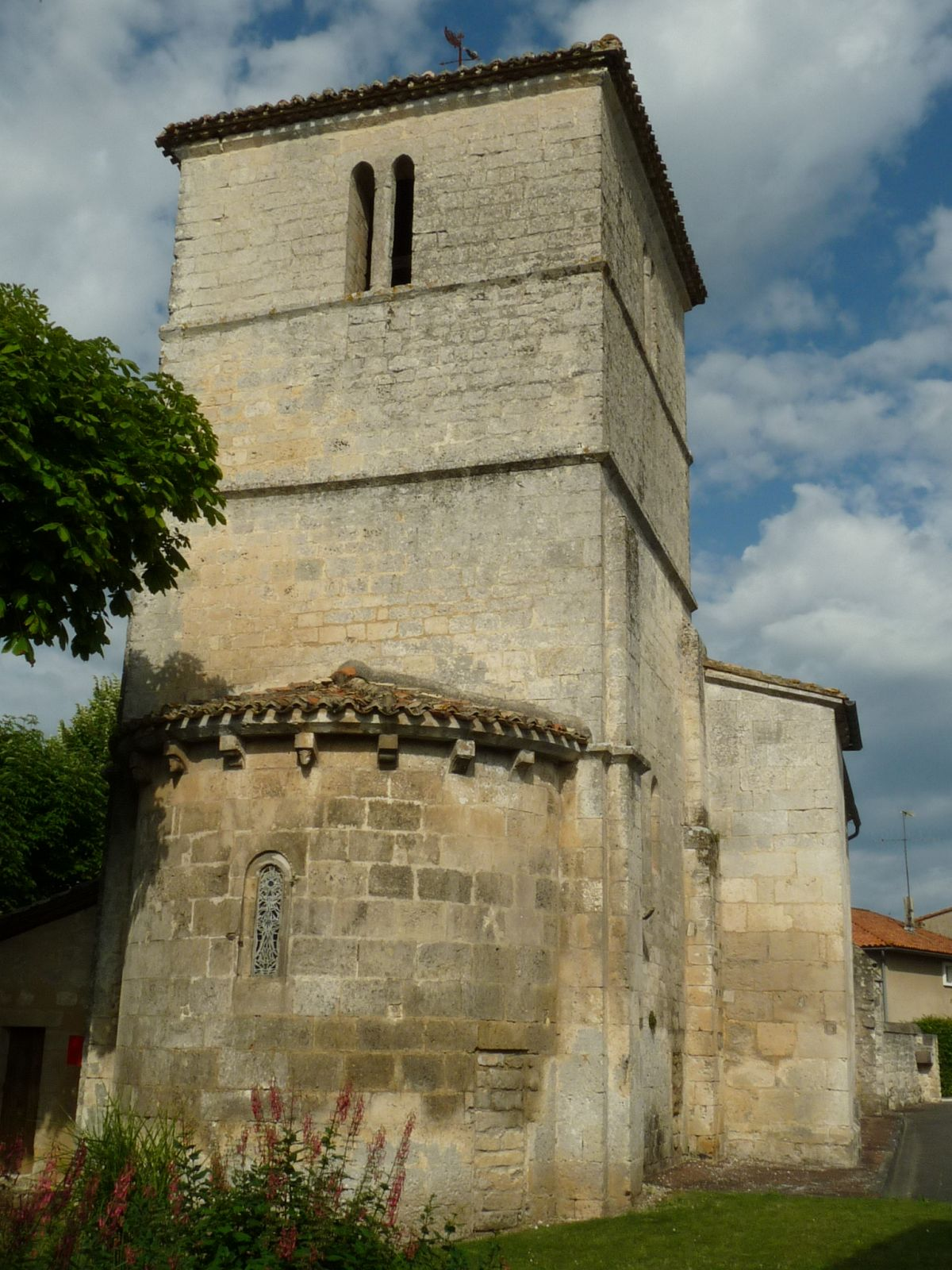
Le chevet et le clocher.
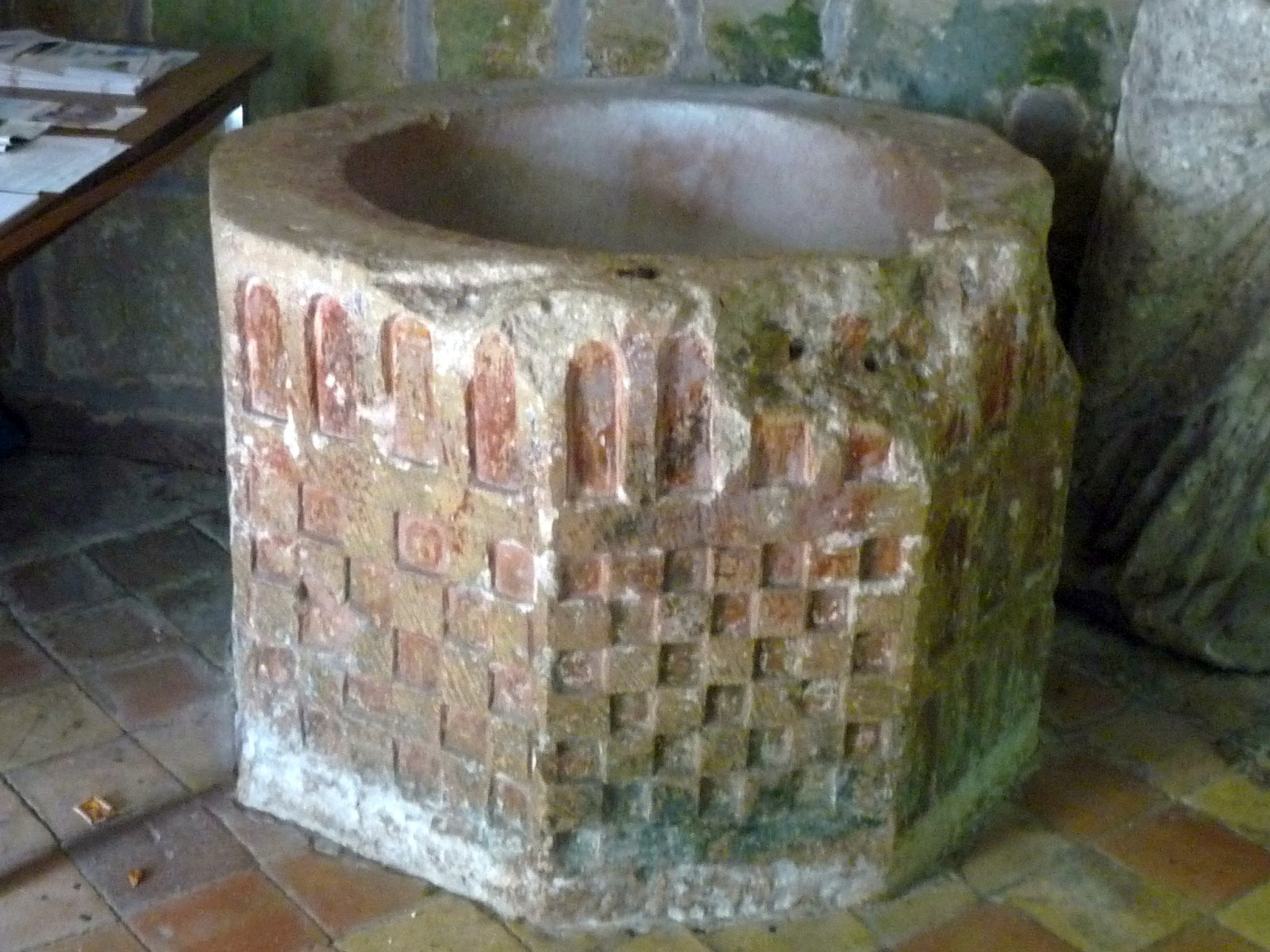
Les fonts baptismaux.
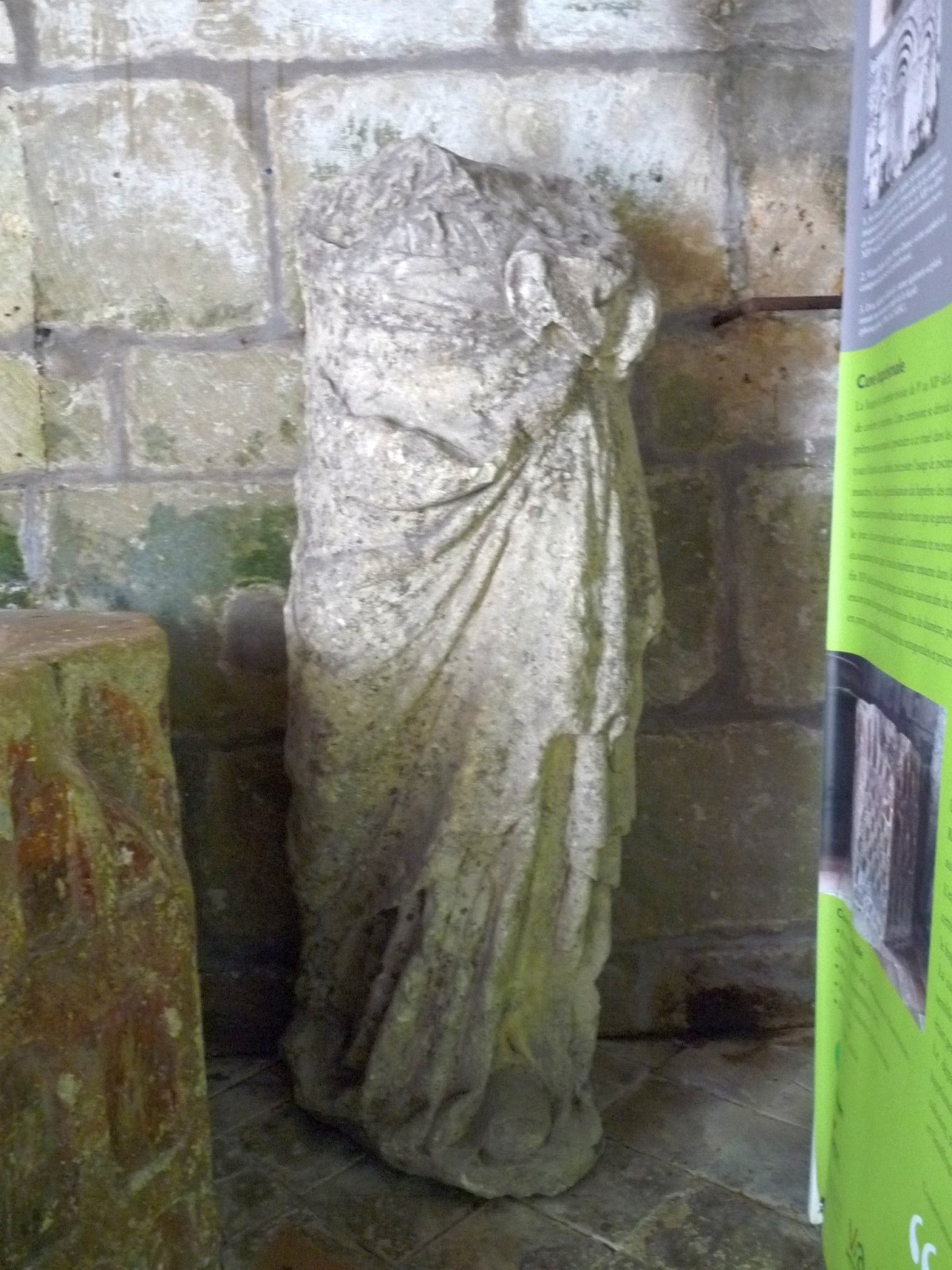
Statue de la Vierge.

### Patrimoine civil

#### Le moulin du Verger

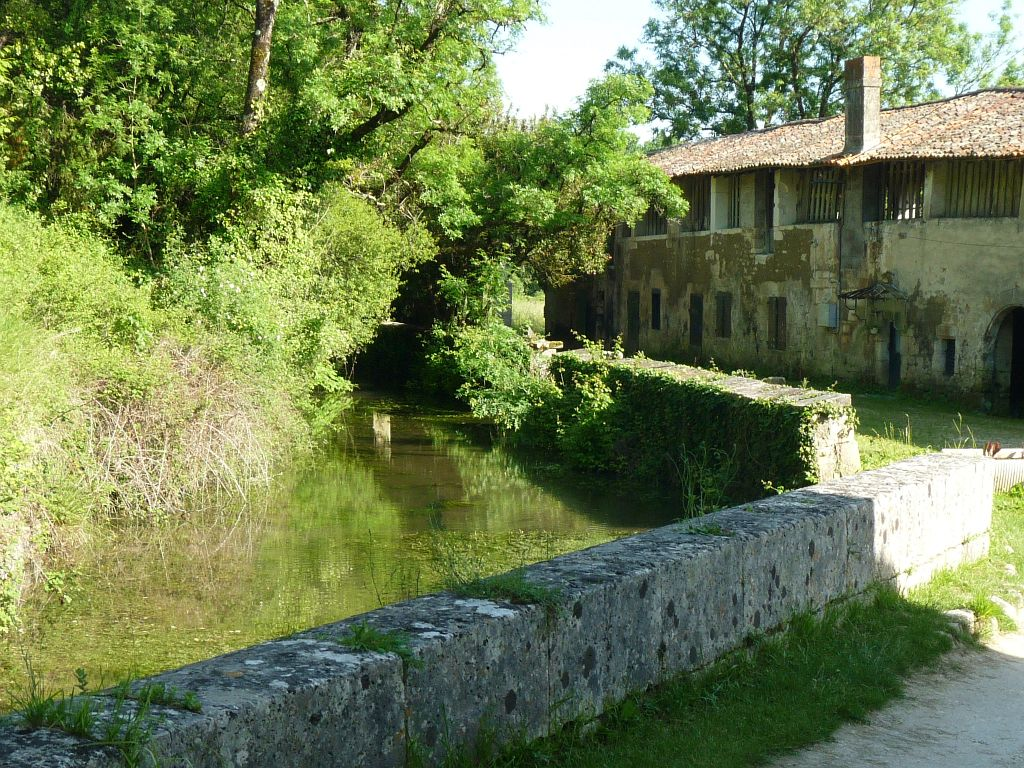
Les Eaux-Claires au moulin du Verger.

Une ancienne papeterie, toujours parmi les deux en activité en Charente. Elle est située sur le ruisseau des Eaux-Claires.
Le moulin du Verger est inscrit monument historique depuis 1991.

#### Le château du Diable
Au pied du hameau du Petit Rochefort, ce manoir est situé dans la rue à laquelle il a donné son nom. Le château du Diable est une ancienne place forte anglaise de la guerre de Cent Ans. Les Anglais étaient alors surnommés les diables rouges, ce qui lui a donné son nom. Il reste du château du XVIe siècle une vaste salle voûtée en berceau brisé qui permet de le classer dans la catégorie des manoirs-salles jadis fréquents en Angoumois comme en Gascogne. Le portail avec les diables sculptés a été ajouté par son propriétaire, M. Boeglen, en 1937. L'édifice jouit d'une vue imprenable sur la vallée qu'il surplombe. On aperçoit très nettement le "château" lorsque l'on se promène dans la vallée, sa façade blanche se détachant nettement parmi les chênes verts qui constituent partie de la végétation des versants protégés de la vallée.

Château du Diable
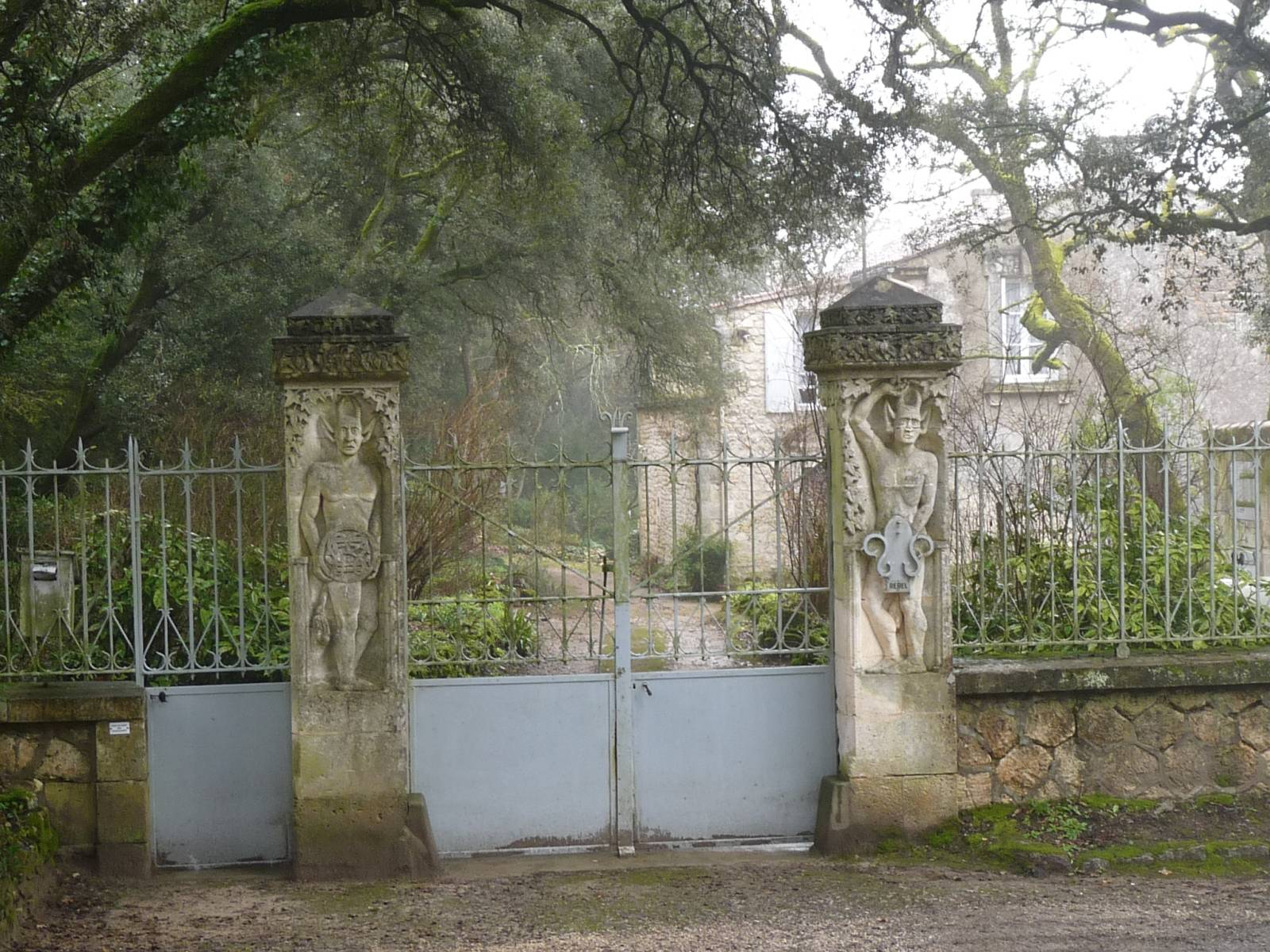
Les piliers sculptés à l'entrée.
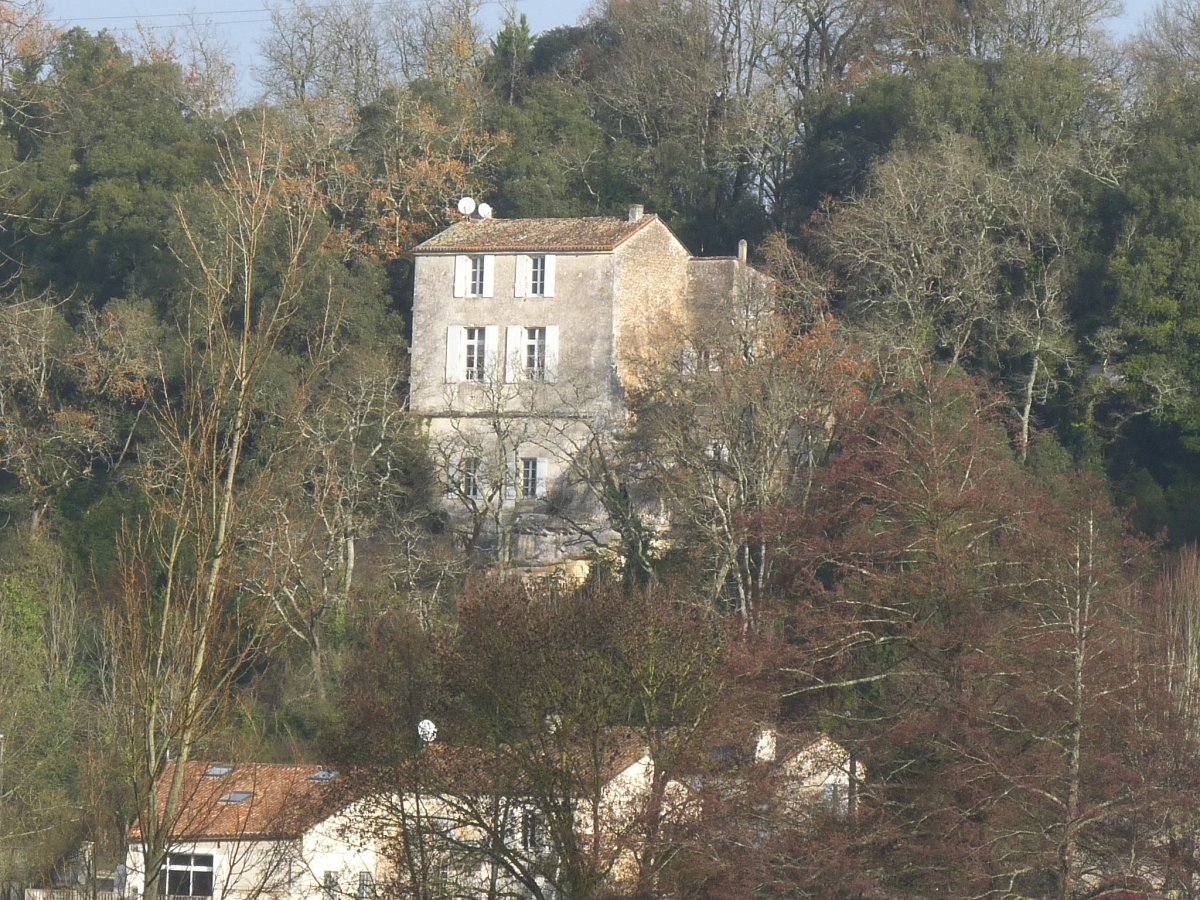
Le château vu de la vallée des Eaux-Claires

#### Le château de Clairgon
Manoir du XIXe siècle, propriété de la ville d'Angoulême et utilisé comme centre aéré. Le bâtiment lui-même est fermé depuis 1988.

### Patrimoine environnemental

#### La vallée des Eaux-Claires

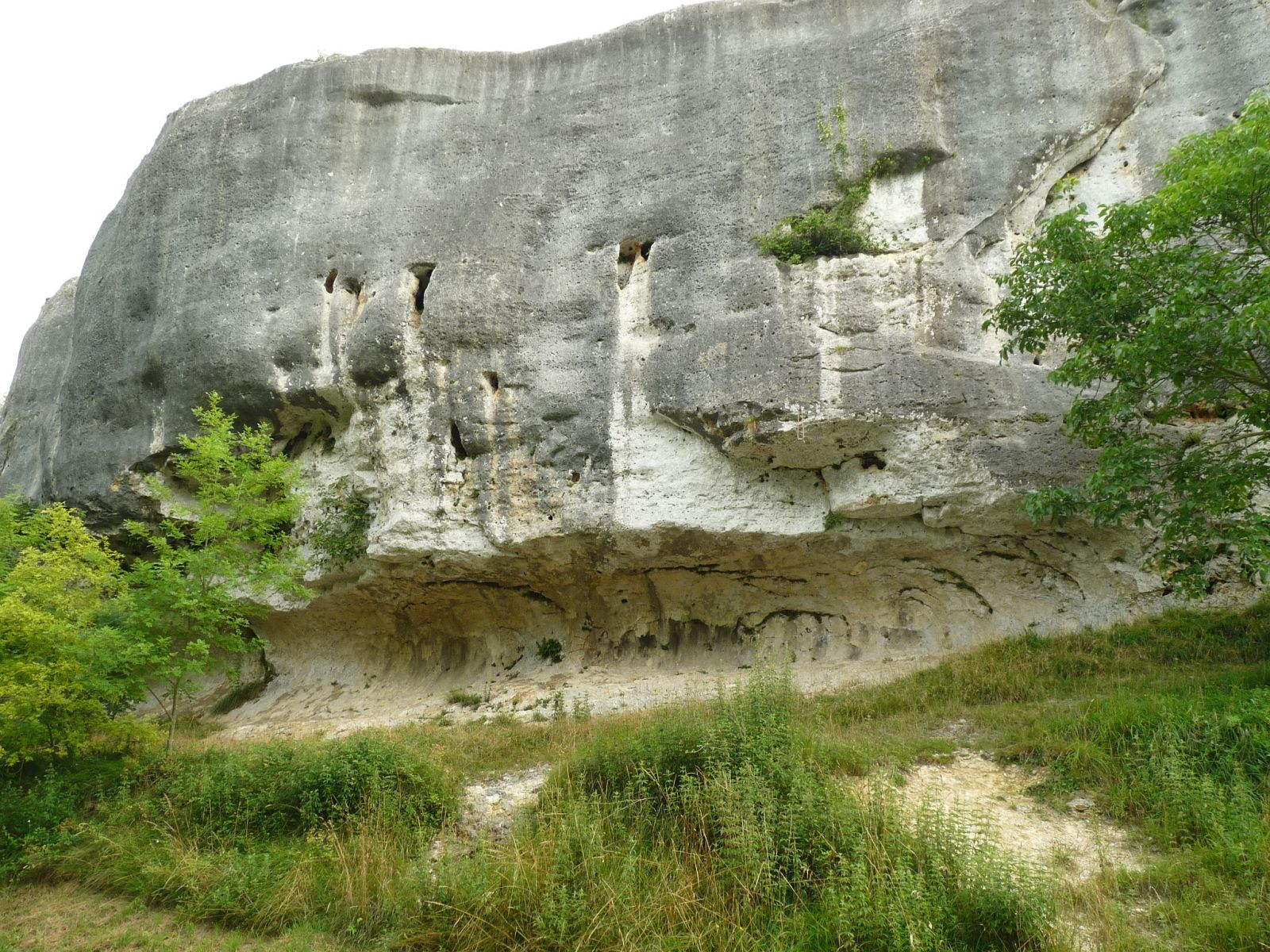
Falaise d'escalade.

La vallée des Eaux-Claires sépare Puymoyen de Vœuil-et-Giget. Il y coule le ruisseau qui lui donne son nom.

#### Sentiers de randonnée
Le GR 4 de Royan à Grasse et le GR 36 de la Manche aux Pyrénées sont confondus en un sentier commun qui contourne Angoulême par le sud et qui traverse la commune.

## Héraldique
| Blason de Puymoyen | Blason  | Écartelé : au 1er losangé d'or et de gueules, au 2e d'azur au moulin à papier terrassé d'argent, ouvert et ajouré de sable, accompagné de deux arbres de sinople et d'une falaise d'or, au 3e d'argent à la grappe de raisin de pourpre, feuillée de sinople, au 4e d'or au diable de gueules tenant une fourche de trois pointes de sable. |
| Blason de Puymoyen | Détails | * Il y a là non-respect de la règle de contrariété des couleurs : ces armes sont fautives (or sur argent, sinople sur pourpre et sable sur gueules). Le statut officiel du blason reste à déterminer. |